# شاعر ابدی
شاعر ابدی (به انگلیسی: Immortal Bard) داستان کوتاه علمی تخیلی از آیزاک آسیموف است . این داستان نخستین بار در ماه می ۱۹۵۴ منتشر شده است، ولیکن بعدها در مجموعه‌هایی همچون «زمین اتاق کاملی ست» (۱۹۵۷) و بهترین داستانهای علمی-تخیلی ایزاک آسیموف (۱۹۸۶) تجدید چاپ شده‌است.
لفظ شاعر ابدی عنوانی ست که ایزاک آسیموف آن را برای بیان شگفتی عمیق خود از شخصیت شکسپیر به کار می‌برد که گاهی نیز عبارت‌های موجود در کارهای شکسپیر را مورد مسخره و استهزا قرار می‌دهد. مانند سمبلیک، فرویدی و بحرانیِ جدید.

## سبک داستان
سبک داستان مانند بسیاری از داستان‌های این نویسنده گفتگوییست که این بار بین دو استاد دانشگاهی در مراسم سالیانه کریسمس دانشگاه رخ می‌دهد. مانند این است که آسیموف دارد درباره نگاه آکادمی‌های ادبی به آثارش می‌نویسد. وی در شرح حال در خاطری که هنوز سبز است توضیح می‌دهد که رمان‌ها و داستان‌های علمی-تخیلی چگونه به تدریج جایگاهی برای خود پیدا می‌کنند . در حالی که در همان زمان، شخصیت استاد ادبی‌اش مطالبی را در مورد ادبیات علمی تخیلی (شاید در مورد داستان‌های خود ایزاک آسیموف) می‌نویسد و آن‌ها را نامفهوم می‌خواند.